# Giovanni di Brandeburgo-Küstrin
Giovanni di Brandeburgo-Küstrin (Tangermünde, 3 agosto 1513 – Kostrzyn nad Odrą, 13 gennaio 1571) fu margravio di Brandeburgo-Küstrin.

## Biografia
Giovanni di Brandeburgo-Küstrin nacque a Tangermünde il 3 agosto 1513 ed era figlio di Gioacchino I di Brandeburgo e di Elisabetta di Danimarca. Alla morte del padre, il testamento stabiliva che i territori dovessero essere divisi tra i suoi figli. 
Al maggiore, Gioacchino II di Brandeburgo, andò il titolo di margravio e Principe elettore di Brandeburgo, con l'esclusione dei territori di Neumark con Drawsko Pomorskie e Świdwin, la Contea di Krosno Odrzańskie con Sulechów e Lubsko, la signoria di Cottbus e Peitz. Questi territori diventarono il margraviato di Brandeburgo-Küstrin e vennero affidati a Giovanni.

A differenza del fratello Gioacchino, Giovanni era un uomo estremamente religioso e con un grande senso politico ed economico. Cercò di rendere il margraviato stabile economicamente e politicamente e militarmente sicuro.
Aderì alla Lega di Smalcalda appoggiando l'imperatore Carlo V, con la speranza di poter acquisire il ducato di Pomerania. Durante la Dieta di Augusta, nel 1548, Giovanni andò in contrasto con l'imperatore, in quanto quest'ultimo voleva concedergli in ducato solo ad interim. A seguito di questi contrasti, Giovanni cadde in disgrazia presso l'imperatore. Tenuto prigioniero, venne liberato solo grazie all'intervento del re Ferdinando I e per la considerazione che Carlo aveva del fratello di Giovanni.
Tornato nei suoi territori, attuò una politica difensiva, cercado di creare un'alleanza anti-asburgica, senza riuscire a portarla a compimento.
Si unì alla rivolta dei Principi Tedeschi, iniziata da Maurizio di Sassonia e appoggiata dalla Francia.
Nel 1556 rinunciò alle sue pretese sul margraviato di Brandeburgo-Kulmbach, che avevano iniziato a creare problemi all'interno degli Hohenzollern.
Morto senza lasciare eredi, il margraviato di Brandeburgo-Küstrin venne unito ai territori delle'Elettorato di Brandeburgo, governato dal figlio di Gioacchino II, Giovanni Giorgio di Brandeburgo.

## Matrimonio ed eredi
Giovanni sposò nel 1537 Caterina di Brunswick, figlia di Enrico V di Brunswick-Lüneburg. Da questo matrimonio nacquero due figlie:
- Elisabetta (1540-1578), sposò Giorgio Federico di Brandeburgo-Ansbach;
- Caterina (1549-1602), sposò Gioacchino III Federico di Brandeburgo.

## Ascendenza
|                                 |                          |                                 | Genitori                          |  |  | Nonni |  |  | Bisnonni                   |  |  | Trisnonni                 |  |
|                                 |                          |                                 |                                   |  |  |       |  |  | Alberto III di Brandeburgo |  |  | Federico I di Brandeburgo |  |
|                                 |                          |                                 |                                   |  |  |       |  |  | Alberto III di Brandeburgo |  |  | Federico I di Brandeburgo |  |
|                                 |                          | Elisabetta di Baviera-Landshut  |                                   |  |  |       |  |  | Alberto III di Brandeburgo |  |  |                           |  |
| Giovanni I di Brandeburgo       |                          |                                 |                                   |  |  |       |  |  | Alberto III di Brandeburgo |  |  |                           |  |
|                                 |                          | Margherita di Baden             | Giacomo I di Baden                |  |  |       |  |  |                            |  |  |                           |  |
|                                 |                          | Margherita di Baden             | Giacomo I di Baden                |  |  |       |  |  |                            |  |  |                           |  |
|                                 |                          | Margherita di Baden             | Caterina di Lorena                |  |  |       |  |  |                            |  |  |                           |  |
| Gioacchino I di Brandeburgo     |                          | Margherita di Baden             |                                   |  |  |       |  |  |                            |  |  |                           |  |
|                                 |                          | Guglielmo III di Sassonia       | Federico I di Sassonia            |  |  |       |  |  |                            |  |  |                           |  |
|                                 |                          | Guglielmo III di Sassonia       | Federico I di Sassonia            |  |  |       |  |  |                            |  |  |                           |  |
|                                 |                          | Guglielmo III di Sassonia       | Caterina di Braunschweig-Lüneburg |  |  |       |  |  |                            |  |  |                           |  |
| Margherita di Sassonia          |                          | Guglielmo III di Sassonia       |                                   |  |  |       |  |  |                            |  |  |                           |  |
|                                 |                          | Anna d'Asburgo                  | Alberto II d'Asburgo              |  |  |       |  |  |                            |  |  |                           |  |
|                                 |                          | Anna d'Asburgo                  | Alberto II d'Asburgo              |  |  |       |  |  |                            |  |  |                           |  |
|                                 |                          | Anna d'Asburgo                  | Elisabetta di Lussemburgo         |  |  |       |  |  |                            |  |  |                           |  |
| Giovanni di Brandeburgo-Küstrin |                          | Anna d'Asburgo                  |                                   |  |  |       |  |  |                            |  |  |                           |  |
|                                 | Cristiano I di Danimarca | Dietrich di Oldenburg           |                                   |  |  |       |  |  |                            |  |  |                           |  |
|                                 | Cristiano I di Danimarca | Dietrich di Oldenburg           |                                   |  |  |       |  |  |                            |  |  |                           |  |
|                                 | Cristiano I di Danimarca | Edvige di Schauenburg           |                                   |  |  |       |  |  |                            |  |  |                           |  |
| Giovanni di Danimarca           | Cristiano I di Danimarca |                                 |                                   |  |  |       |  |  |                            |  |  |                           |  |
|                                 |                          | Dorotea di Brandeburgo-Kulmbach | Giovanni di Brandeburgo-Kulmbach  |  |  |       |  |  |                            |  |  |                           |  |
|                                 |                          | Dorotea di Brandeburgo-Kulmbach | Giovanni di Brandeburgo-Kulmbach  |  |  |       |  |  |                            |  |  |                           |  |
|                                 |                          | Dorotea di Brandeburgo-Kulmbach | Barbara di Sassonia-Wittenberg    |  |  |       |  |  |                            |  |  |                           |  |
| Elisabetta di Danimarca         |                          | Dorotea di Brandeburgo-Kulmbach |                                   |  |  |       |  |  |                            |  |  |                           |  |
|                                 |                          | Ernesto di Sassonia             | Federico II di Sassonia           |  |  |       |  |  |                            |  |  |                           |  |
|                                 |                          | Ernesto di Sassonia             | Federico II di Sassonia           |  |  |       |  |  |                            |  |  |                           |  |
|                                 |                          | Ernesto di Sassonia             | Margherita d'Austria              |  |  |       |  |  |                            |  |  |                           |  |
| Cristina di Sassonia            |                          | Ernesto di Sassonia             |                                   |  |  |       |  |  |                            |  |  |                           |  |
|                                 |                          | Elisabetta di Baviera           | Alberto III di Baviera            |  |  |       |  |  |                            |  |  |                           |  |
|                                 |                          | Elisabetta di Baviera           | Alberto III di Baviera            |  |  |       |  |  |                            |  |  |                           |  |
|                                 |                          | Elisabetta di Baviera           | Anna di Braunschweig-Grubenhagen  |  |  |       |  |  |                            |  |  |                           |  |
|                                 |                          | Elisabetta di Baviera           |                                   |  |  |       |  |  |                            |  |  |                           |  |